# Oncideres cingulata
Oncideres cingulata es una especie de escarabajo longicornio de la subfamilia Lamiinae. Fue descrita científicamente por Say en 1827.
Se distribuye por Canadá y los Estados Unidos. Posee una longitud corporal de 9-20 milímetros. El período de vuelo de esta especie ocurre en los meses de abril, mayo, junio, julio, agosto, septiembre, octubre, noviembre y diciembre.
Oncideres cingulata se alimenta de plantas y arbustos de la familia Anacardiaceae, Fabaceae, Juglandaceae, Combretaceae, entre muchas otras.

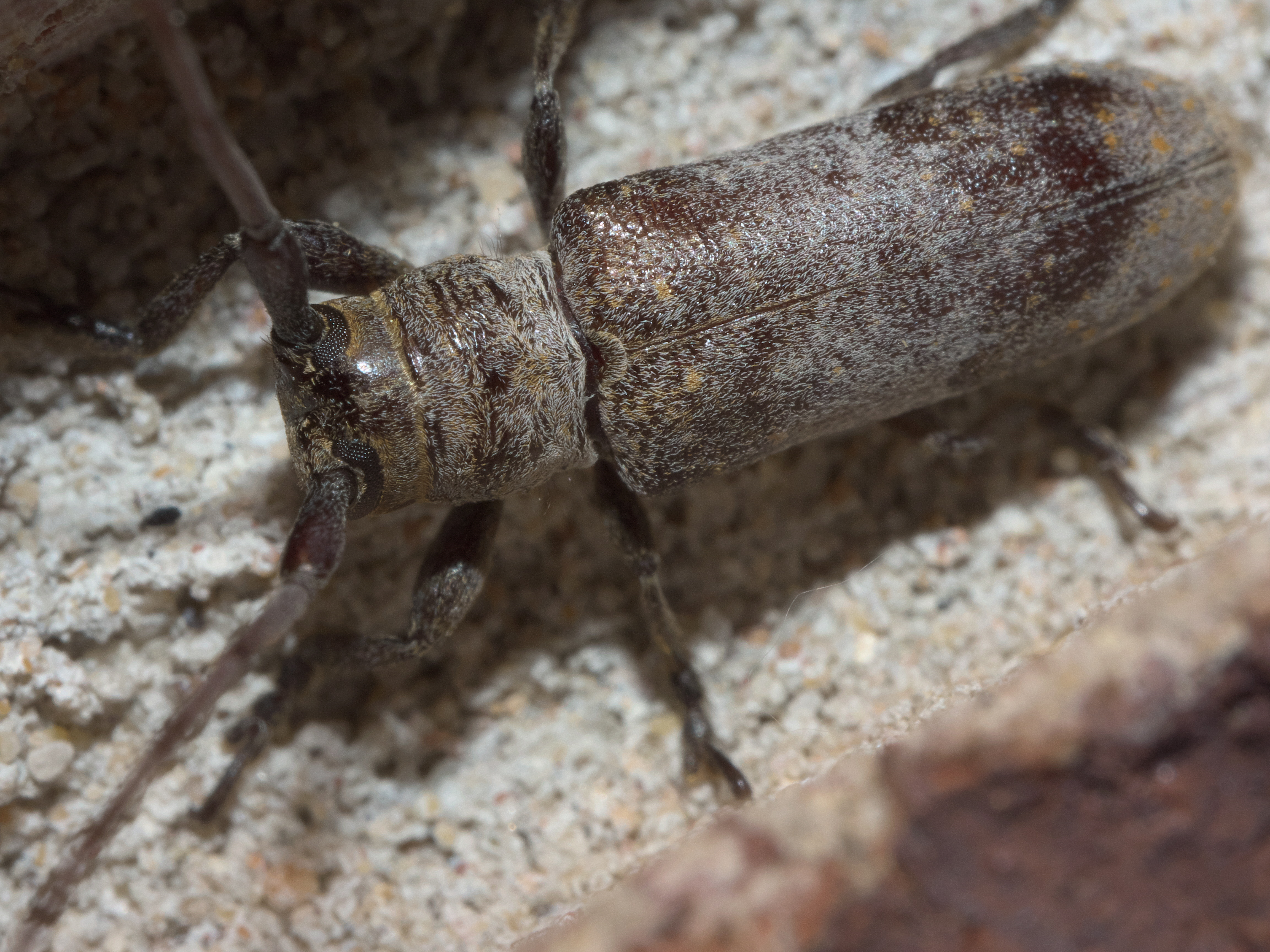
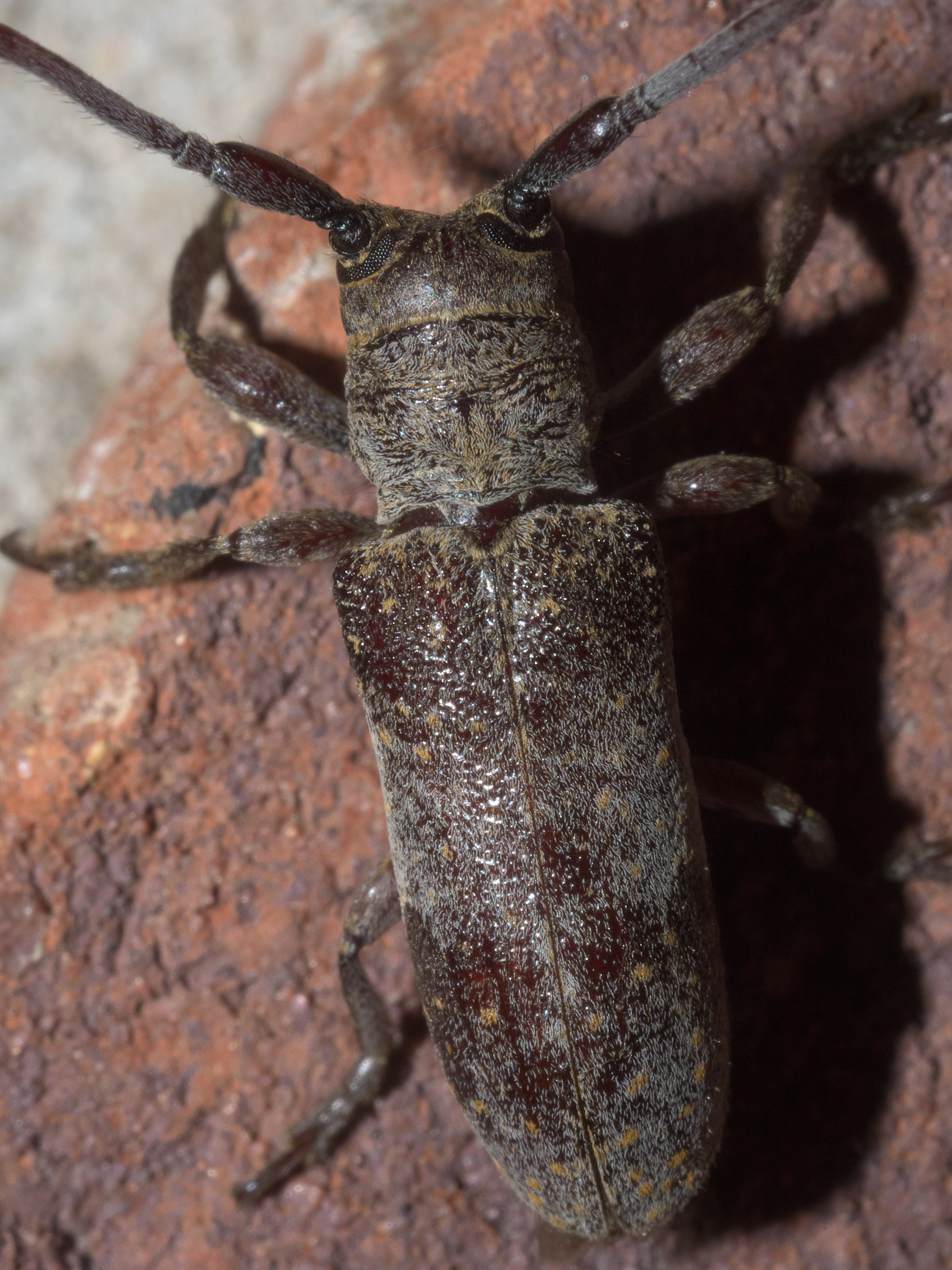
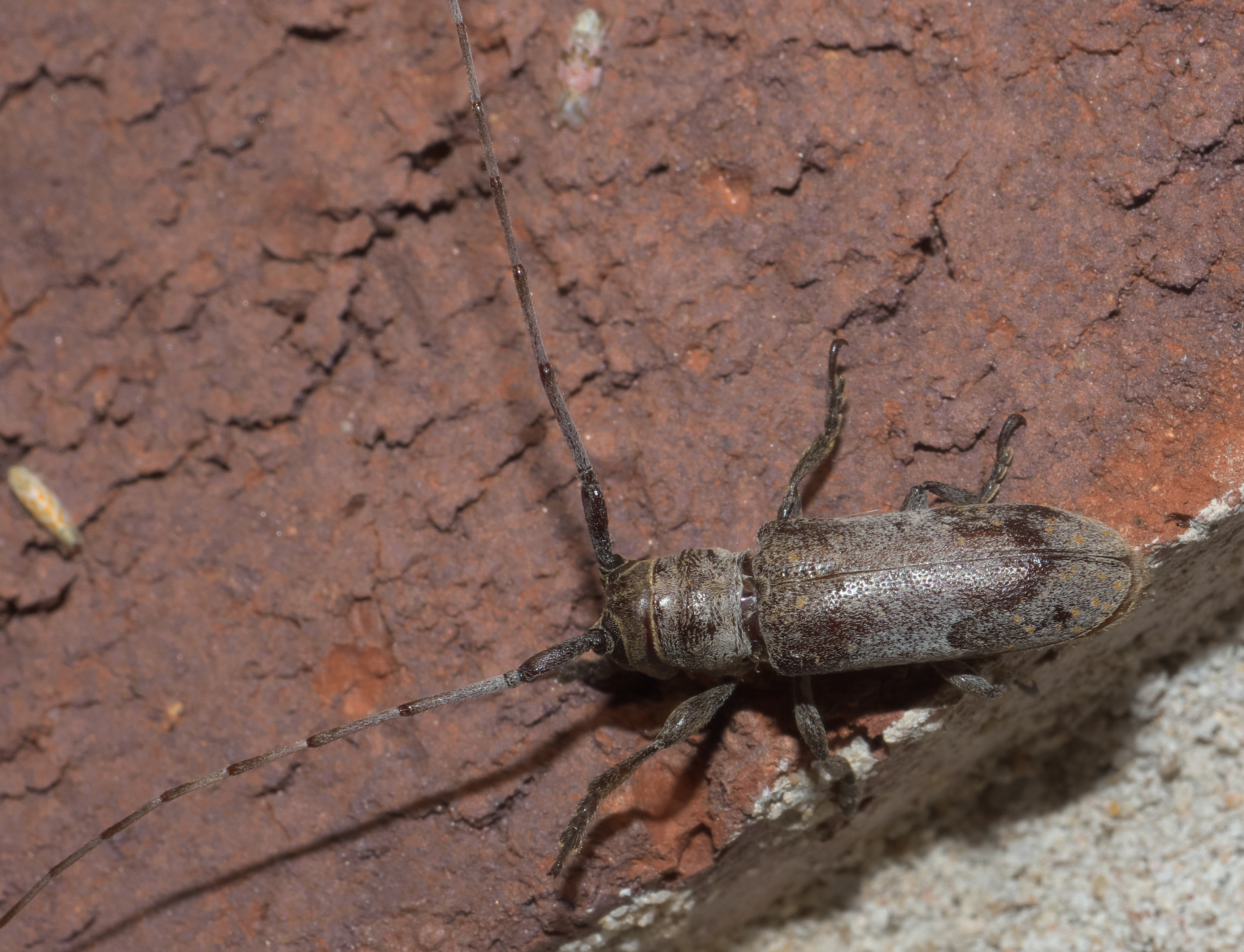